# Samarium-148
Samarium-148 of 148Sm is een langlevende radioactieve isotoop van samarium, een lanthanide. De abundantie op Aarde bedraagt 11,24%.
Samarium-148 ontstaat onder meer bij het radioactief verval van neodymium-148, promethium-148, europium-148, gadolinium-148 en gadolinium-152.
{\displaystyle {\ce {{^{148}_{60}Nd}->{^{148}_{61}Pm}+{e^{-}}+{\bar {\nu }}_{e}}}}
{\displaystyle {\ce {{^{148}_{61}Pm}->{^{148}_{62}Sm}+{e^{-}}+{\bar {\nu }}_{e}}}}
 
{\displaystyle {\ce {{^{148}_{63}Eu}->{^{148}_{62}Sm}+{e^{+}}+{\nu }_{e}}}}
 
{\displaystyle {\ce {{^{152}_{64}Gd}->{^{148}_{62}Sm}+\,_{2}^{4}\alpha }}}

## Radioactief verval
Samarium-148 vervalt door alfaverval naar de langlevende radio-isotoop neodymium-144:
{\displaystyle {\ce {{^{148}_{62}Sm}->{^{144}_{60}Nd}+\,_{2}^{4}\alpha }}}
De halveringstijd bedraagt 6,98 biljard jaar. Aangezien dit honderdduizenden malen groter is dan de leeftijd van het universum wordt de isotoop soms als stabiel beschouwd.
128Sm · 129Sm · 130Sm · 131Sm · 132Sm · 133Sm · 134Sm · 135Sm · 135mSm · 136Sm · 136mSm · 137Sm · 137mSm · 138Sm · 139Sm · 139mSm · 140Sm · 141Sm · 141mSm · 142Sm · 143Sm · 143m1Sm · 143m2Sm · 144Sm · 144mSm · 145Sm · 145mSm · 146Sm · 147Sm · 148Sm · 149Sm · 150Sm · 151Sm · 151mSm · 152Sm · 153Sm · 153mSm · 154Sm · 155Sm · 156Sm · 156mSm · 157Sm · 158Sm · 159Sm · 160Sm · 161Sm · 162Sm · 163Sm · 164Sm · 165Sm · 166Sm